# Kairpur (hercegi állam)
Kairpur állam (szindhi: خيرپور رياست,، urdu:ریاست خیرپور), melyet nyugati átírással egyaránt írnak Khairpurnak, vagy Khayrpurnak, egy hercegi állam volt az Indus-Folyó mentén a mai Szindh tartományban, Pakisztánban, fővárosa Kairpur volt. Az államot a rádzsput államok közé sorolták (ma Rádzsasztán, India), amelyek tőle keletre helyezkedett el. Uralkodóit tiszteletből 17 ágyúlövés illette. Az ország területe 15 730 km² volt, lakosainak száma pedig 1901-ben 199 313 fő. Pakisztán hercegi állama volt 1947-től, míg meg nem szűnt 1955-ben.

## Történelem

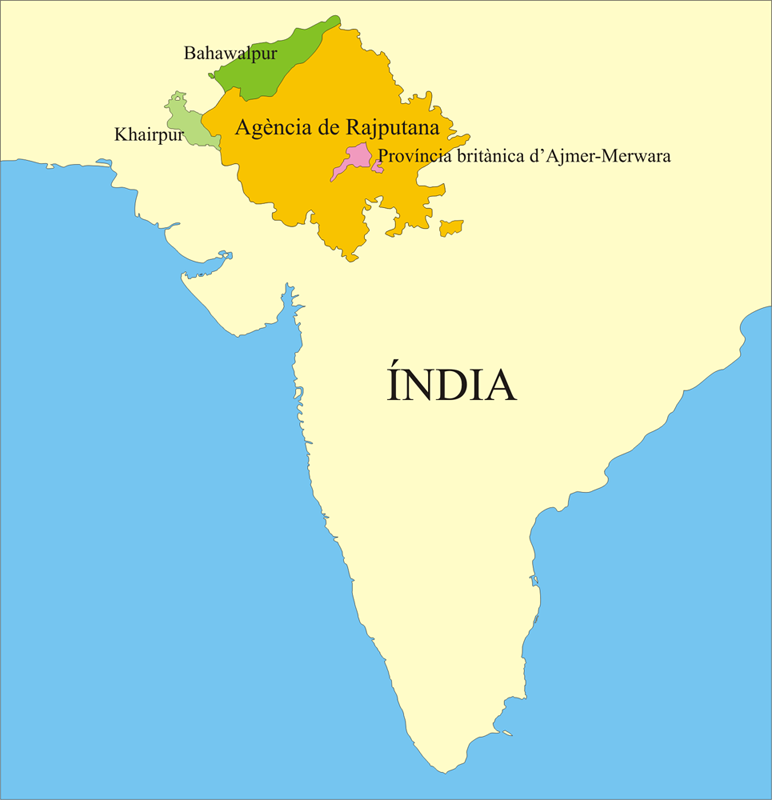

Kairpur állam  történelme szorosan kapcsolódik a Talpur klánhoz, amely Szind felett uralkodott. Az állam eredetének időpontja vitatott és visszanyúlik 1775-be, amikor a klán vezetőjét, Mir Bahrám kánt meggyilkolták. A klán akkor fellázadt a Szindhet uraló Kalhora-dinasztia ellen és átvette az irányítást a királyság egyes részei felett, majd fokozatosan az egész királyság felett.
1783-ig Mir Szórab kán Talpur megalapozta hatalmát Felső Sind felett. Létrehozta Burahánban fővárosát, ami átneveztek Kairpurnak 1786-ban, majd nagy kiterjedésű területekre terjesztette ki hatalmát, amiben hiderábádi rokonai segítették, hogy ki tudja űzni az afgánokat a tartományból 1823-ban. Már 1811-ben felosztotta uradalmát három fia között három emírséget alapítva, de a legidősebbet meghagyta fő emírnek. Rájuk hagyta a közigazgatás mindennapi ügyeit, míg ő maga visszavonult a Kot Didzsi erődbe (akkor Ahmadábád erőd néven működött Szindhben). Ott új nőt vett feleségül és családot nevelt, akinek szintén egy darabot örökbe akart hagyni országából. Ez irigységet szült felnőtt utódai körében, különösen a második fiában, Mubarak 'Aliban.
Szórab halála után 1830-ban a legidősebb fiára, Mir Rusztám 'Ali kánra, hagyta ingatag hatalmát Felső Szindh felett. Míg apja élt befolyása csak egy kicsivel volt nagyobb, mint egy régenssé és ez nem is változott míg a fiatalabb féltestvére, 'Ali Murad, nagykorú nem lett. Mivel hatalmáról nem akart lemondani féltestvére javára, Rusztám, hogy megerősítse helyzetét, szövetségre lépett a britekkel 1832-ben. Biztosította, hogy ismerjék el független uralkodónak, de a külügyek ellenőrzését átengedte nekik 1838 áprilisában, amit még abban az évben teljes körű brit védnökség követett. Ám ez nem óvta őt meg a családi viszályoktól amelyekbe a britek eleinte nem kívántak beavatkozni. Azonban a versengés, 'Ali Murád, a legfiatalabb testvér és Mir Mubarak 'Ali fiai között kiéleződött és az utóbbiak győzelmével végződött. A békét végül is 1842-ben szentesítették, amelynek értelmében Rusztám lemondott legifjabb öccse javára. A Brit Kelet-indiai Társaság Szindh felett az ellenőrzést két véres csatával szerezte meg. Az első a miani csata volt 1843. február 17-én, amelyben Charles Napier vezette britek lemészárolták Mir Naszír Talpur kán seregét, majd a hiderábádi csata 1843. március 24-én, amelyben szintén Napier vezette a briteket Mir Shér Mohamed Talpur ellen egy nem kevésbé véres csatában.
Mir Ali Murád erélyes személyiség volt, aki nem bízott a britekben, mivel azok legidősebb féltestvére pártját fogták 1832-ben. Ennek ellenére, volt realitásérzéke és megpróbált együttműködni velük amikor az érdekei megkívánták, vagy nem volt nagyon ellenére. A brit szövetségért cserébe segítette a Brit Kelet-indiai Társaságot a Turki hadjárat során 1847-ben, de 1851-1852-ben cselt szőtt ellenük és elrontotta a nevét. Megtévesztéssel és csalással vádolták meg és megfosztották területeinek java részétől Felső Szindhben 1852-ben, alig valamivel több maradt meg neki, mint az eredeti emirátus beleértve Kairpurt és a környező földeket. Kudarca ellenére hűen együttműködött a britekkel az 1857-es Szipojlázadás során öt évvel később, ügyelve arra, hogy országában semmilyen lázadás ne forduljon elő. 1894-es halálakor a birodalom egyik megbecsült uralkodója volt ötvenkét éves kormányzása után.
Legidősebb fia, Ali Murád, korábban elhalálozott, így második fia, Mir Faiz Mohamed kán követte a trónon. Uralkodása, akárcsak fia és unokája uralma viszonylag rövid volt és eseménytelen. A legutóbbi 1935-ben halt meg és csak egy fia volt, II. Mir Faiz Mohamed kán, aki évekig pszichikai betegségben szenvedett, instabil és ideges volt olyannyira, hogy nem lehetett az állam ügyeit rábízni. A kormány elrendelte egy régenstanács felállítását a helyi miniszterek vezetése alatt, és hogy a mir az államon kívül éljen. Tizenkét év után, röviddel azelőtt, hogy hatalomátadásra került volna sor, lemondott kiskorú fia javára 1947 júliusában. Az állam csatlakozott a Pakisztáni domíniumhoz ugyanazon év októberében, majd beolvadt Nyugat-Pakisztánba 1955-ben. A mir csak négy évvel korábban érte el nagykorúságát és kapott teljhatalmat. Az állam volt az első a szubkontinensen, amely bevezette a teljes felnőtt választójogot. Állampolgárai ingyenes oktatásban részesültek érettségiig és ingyenes egészségügyi ellátásban, nem voltak vámok és vámkezelési illetékek, tulajdon, jövedelem vagy vagyon adók. Mindez megváltozott, miután az állam csatlakozott Pakisztánhoz és a gyerekek az iskolapadot felcserélték munkahelyre. A bűnözési ráta elhanyagolható volt és a könnyűipar virágzott.
II. Mir Ali kán Murád azon kevés túlélő első osztályú uralkodó közé tartozik a régi Indiai Birodalomból, aki mindmáig nyilvános eseményeken szerepel fényűző palotájában, Faiz Mahalban. Régóta érdeklődött az állatok és a természetvédelem iránt, miután megalapította az egyik legnagyobb magánkézben lévő élővilág menedékhelyet a szubkontinensen. Fiatalabb fia, Mehdi Raza kán herceg, apja nyomdokaiba lépett, folytatta apja szenvedélyét és felügyeli a természetvédelem érdekeit mióta apja nyugalomba vonult.

## Adminisztráció
A kormányzás formája hagyományos monarchia volt. Az uralkodó a "Mir" címet viselte és diván vagy vezír segítségével kormányzott, akit időnként a Birodalmi civil szolgálattól hivatalosan bérbe vettek. Az állam öt talukra oszlott, amelyek két alegységbe csoportosultak. Ezek voltak a Kairpuri alegység amit a Kairpuri és Gambati talukok alkottak és a Mir Vahi alegység, amit Mir Vahi, Faiz Gandzsi és Naro talukok hoztak létre. A két alegységet egy-egy naib-vezír igazgatta míg a talukok élén muktiárkárok álltak. Az állam külkapcsolatait egy politikai ügynök ellenőrizte, aki általában a szukkuri körzeti adószedő volt.

## Uralkodók
| Címe | Személyes neve                                                   | Hivatali ideje |
| --- | ---------------------------------------------------------------- | -------------- |
| Mir میر | Mir Szóráb kán Talpur میر سہراب خان تالپور                       | 1783-1830      |
| Mir میر | Mir Rusztám Ali kán Talpur میر رستم علی خان تالپور               | 1830-1842      |
| Mir میر | Mir Ali Murád kán Talpur میر علی مراد خان تالپور                 | 1842 - 1894    |
| Mir میر | I. Mir Faiz Mohamed kán Talpur میر فیض محمد خان تالپور           | 1894 - 1909    |
| Mir میر | Mir Imám Baks kán Talpur میر امام بخش خان تالپور                 | 1909 - 1921    |
| Mir میر | Mir Ali Naváz kán Talpur میر علی نواز خان تالپور                 | 1921 - 1935    |
| Mir میر | II. Mir Faiz Mohamed kán Talpur میر فیض محمد خان تالپور          | 1935 - 1947    |
| Mir میر | Mir Dzsurájdzs Ali Murád kán Talpur میر جارج علی مراد خان تالپور | 1947–          |
| A Talpur-dinasztiát Charles James Napier győzte le 1843-ban a miani és a miri csatákban, utolsó uralkodója George Ali Murád kán Talpur volt. |                                                                  |                |

## Lásd még
- Hercegi Államok
- Pakisztán korábbi közigazgatási egységei

## Fordítás
Ez a szócikk részben vagy egészben  a   Khairpur (princely state) című angol Wikipédia-szócikk ezen változatának fordításán alapul.  Az eredeti cikk szerkesztőit annak laptörténete sorolja fel. Ez a jelzés csupán a megfogalmazás eredetét és a szerzői jogokat jelzi, nem szolgál a cikkben szereplő információk forrásmegjelöléseként.